# Ignición de combustibles
La ignición es un aporte de energía,  que libera una reacción en cadena del tipo exotérmica, la cual en condiciones apropiadas puede producir la oxidación de un combustible en colaboración expresa con un comburente. 
Combustibles.  
Son materiales que almacenan energía en uniones químicas,  por ejemplo compuestos de Hidrógeno,  Oxígeno y Carbono. Son materiales que en su momento fueron creados a partir de la energía solar como árboles,  plantas,  carbón o papel, materiales todos ellos de origen vegetal. Otro tipo de combustible son los llamados hidrocarburos, compuestos que se forman con Carbono e Hidrógeno. Los gases derivados de estos combustibles, son también combustibles. 
En ocasiones se emplea el Hidrógeno como material combustible. 
Comburente.
Es el elemento que permite la oxidación del material y por lo tanto la reacción exotérmica que da lugar a la combustión. 
Si la reacción es muy rápida,  se habla de explosión. 

Los motivos que pueden desencadenar una ignición son: